# Natalia Cerches
Natalia Cerches (în rusă Наталья Черкес; n. 21 februarie 1976, Chișinău, RSS Moldovenească, URSS) este o fostă atletă din Republica Moldova, specializată în alergare pe distanțe lungi. 

## Carieră
Sportiva a participat la Campionatul European de Juniori din 1995 și la Universiada din 1997 la curse de 800 m și 1500 m. Apoi s-a specializat în alergarea pe șosea. În 2001 a terminat pe locul doi la maratonul de la Podgorița și pe locul trei la maratonul de la Zagreb. Anul următor, a ocupat locul patru la Belgrad și locul doi la Podgorița.
În 2003 ea a cucerit medalia de aur la 10 000 m la Universiada de la Daegu. Tot în acest sezon a obținut locul trei la maratonul de la Belgrad. La Jocurile Olimpice de la Atena din 2004 a luat startul la 10 000 m unde s-a clasat pe locul 27. Ulterior a obținut locul doi la maratoanele de la Podgorița și, în 2005, de la Miami.
După ce Natalia Cerches a câștigat în 2005 maratonul de la Novi Sad, a ajuns pe podium la Podgorița (2005 și 2008) și la Cavarna (2010). În 2011 și 2012 a triumfat la maratoanele de la Cavarna. La vârsta de 36 de ani a participat la Jocurile Olimpice de la Londra. În 2013 a câștigat maratonul de la Linz, cronometrată cu cel mai bun timp al carierei, 2:33:53.

## Recorduri personale
| Probă       | Performanță | Dată            | Locație |
| ----------- | ----------- | --------------- | ------- |
| 10 000 m    | 32:14,36    | 8 iulie 2004    | Minsk   |
| Semimaraton | 1:14:34     | 25 aprilie 2004 | Belgrad |
| Maraton     | 2:33:53     | 21 aprilie 2013 | Linz    |

## Realizări
| An   | Competiție                                 | Locație                         | Loc   | Eveniment | Note     |
| ---- | ------------------------------------------ | ------------------------------- | ----- | --------- | -------- |
| 1995 | Campionatul European de Juniori (sub 20)   | Nyíregyháza, Ungaria            | 6 (s) | 800 m     | 2:10,05  |
| 1997 | Universiada                                | Catania, Italia                 | 34    | 800 m     | 2:17,25  |
| 1997 | Universiada                                | Catania, Italia                 | 19    | 1500 m    | 4:30,30  |
| 2001 | Podgorica Marathon                         | Podgorița, Iugoslavia           | 2     | maraton   | 3:11:08  |
| 2001 | Zagreb Marathon                            | Zagreb, Croația                 | 3     | maraton   | 2:59:59  |
| 2002 | Belgrade Marathon                          | Belgrad, Iugoslavia             | 4     | maraton   | 2:52:18  |
| 2002 | Podgorica Marathon                         | Podgorița, Iugoslavia           | 2     | maraton   | 2:49:49  |
| 2003 | Universiada                                | Daegu, Coreea de Sud            | 1     | 10 000 m  | 33:37,05 |
| 2003 | Belgrade Marathon                          | Belgrad, Serbia și Muntenegru   | 3     | maraton   | 2:45:53  |
| 2004 | Jocurile Olimpice                          | Atena, Grecia                   | 27    | 10 000 m  | 34:04,97 |
| 2004 | Podgorica Marathon                         | Podgorița, Serbia și Muntenegru | 2     | maraton   | 2:48:51  |
| 2005 | Miami Tropical Marathon                    | Miami, Statele Unite            | 2     | maraton   | 2:45:01  |
| 2005 | Istanbul Intercontinental Eurasia Marathon | Istanbul, Turcia                | 6     | maraton   | 2:42:58  |
| 2005 | Novi Sad Nis Marathon                      | Novi Sad, Serbia și Muntenegru  | 1     | maraton   | 2:47:41  |
| 2005 | Podgorica Marathon                         | Podgorița, Serbia și Muntenegru | 3     | maraton   | 2:52:18  |
| 2008 | Podgorica Marathon                         | Podgorița, Muntenegru           | 2     | maraton   | 2:44:55  |
| 2010 | Kavarna Marathon                           | Cavarna, Bulgaria               | 3     | maraton   | 2:43:59  |
| 2011 | Kavarna Marathon                           | Cavarna, Bulgaria               | 1     | maraton   | 2:40:36  |
| 2011 | Venezia Marathon                           | Veneția, Italia                 | 6     | maraton   | 2:38:34  |
| 2012 | Kavarna Marathon                           | Cavarna, Bulgaria               | 1     | maraton   | 2:38:14  |
| 2012 | Jocurile Olimpice                          | Londra, Marea Britanie          | 62    | maraton   | 2:37:13  |
| 2013 | Linz Marathon                              | Linz, Austria                   | 1     | maraton   | 2:33:53  |